# دیوان استیفا
دیوان استیفا به امور مالی، حسابداری و دخل و خرج امپراطوری رسیدگی می‌کرد و همچنین مالیات‌ها را از مردم جمع‌آوری می‌کرد. این دیوان جز دیوان‌های مهم کشوری بود و بعد از دیوان وزارت قرار داشت. مأموران آن را مستوفی می‌گفتند و رئیس و مسئول آن را مستوفی کل می‌نامیدند. از دیگر وظایف این دیوان واگذاری زمین‌های خاص سلطان به نام اقطاع بود که به سپهسالاران، سپاهیان اجاره داده می‌شد. واگذاری اقطاع بیشتر برای تأمین بودجه خزانه خالی بود. سه نوع اقطاع وجود داشتف اقطاع دیوانی، لشکری، شخصی. اقطاع در دورهٔ خواجه نظام الملک پیشرفت به سزایی داشت.